# フレンケル励起子
フレンケル励起子（フレンケルれいきし、英: Frenkel exciton）は、励起状態の波動関数の広がりが格子定数に比べてずっと小さいような励起子のことである。

## 概要
この励起状態は格子点の原子・イオンの励起状態に近く、ある波数をもって格子点を共鳴的に移動して結晶中を伝播する。
分子性結晶、特に多くの有機分子性結晶において、このフレンケル励起子に近い励起状態が結晶中を伝播する。
なお、励起子は伝導帯の電子と価電子帯の正孔の結合状態を波動関数として扱った“励起波”から物理的導出がなされる。
フレンケル励起子とワニエ励起子は“励起波”の中での極限的なモデルであり、実際の物質における励起子は両者の中間状態となる。